# Eudicella morgani
Eudicella morgani es una especie de escarabajo coprófago del género Eudicella, subfamilia, Scarabaeinae, orden Coleoptera. Fue descrita por White en 1839.

## Distribución
Especie originaria de la región afrotropical. Se distribuye por Camerún, República Democrática del Congo, Togo, Malaui, Gabón, Ghana, Uganda, Liberia, Burkina Faso, República Centroafricana y Costa de Marfil.

## Sinonimia
- Goliathus (Eudicella) morgani White, 1839.[1]
- Goliathus (Eudicella) morgani White, 1839.[1]
- Eudicella intermedia challemeli Allard, 1985.[1]
- Eudicella morgani camerouensis Allard, 1991.[1]
- Eudicella morgani togoensis Allard, 1991.[1]
- Eudicella ougandensis viridipurpurata Devecis, 1997.[1]
- Eudicella poggei mandarina Devecis, 1997.[1]
- Eudicella schultzeorum pseudowoermanni Allard, 1991.[1]
- Eudicella woermanni Kraatz, 1890.[1]
- Eudicella woermanni alexisi Hennuy, 1997.[1]
- Eudicella woermanni ignea Kraatz, 1890.[1]
- Eudicella woermanni lateralis Kraatz, 1890.[1]
- Eudicella woermanni nathaliae Allard, 1988.[1]
- Eudicella woermanni subvittata Kraatz, 1890.[1]
- Eudicella woermanni viridipennis Kraatz, 1890.[1]
- Eudicella woermanni vittipennis Kraatz, 1890.[1]